# Kokong
Kokong – wieś w Botswanie w dystrykcie Southern. Według spisu ludności z 2011 roku wieś liczyła 928 mieszkańców.